# Bengt Göran Staaf

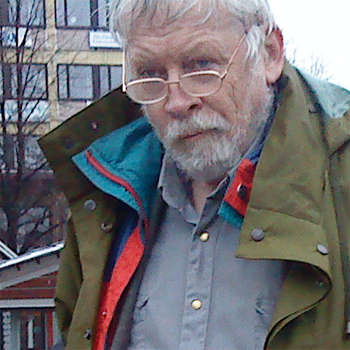
Bengt Göran Staaf 2010.

Bengt Göran Evert Staaf, född 28 augusti 1945, död 17 november 2021 i Bygdsiljum, var en svensk ljudtekniker.

## Biografi
Staaf var uppvuxen i Bromsten i Stockholm. Efter realgymnasiet och universitetet, med bland annat matematik och ryska, blev Staaf förste amanuens/forskningsingenjör vid Stockholms universitet med inriktning på språklab och apparatur för fonetisk forskning i tio år. Parallellt arbetade han i  den svenska musikrörelsen; han var bland annat med och arrangerade Gärdetfesterna i slutet av 1960- och början av 1970-talet. På den tiden ägdes alla skivstudior av de stora bolagen och därför valde han att "bygga egna grejer"; han byggde studio och mixerbord från grunden.
Staaf var delägare i musikrörelsens Studio Decibel i 12 år och spelade där in över 300 LP-produktioner. Förutom med Roffe Wikström och flera symfoniorkestrar har Staaf spelat in med bland andra Träd, Gräs och Stenar, Kebnekaise, Lasse Tennander, Robert Broberg och Dag Vag . Under tiden Johannes Norrby var chef för Konserthuset och Kungliga Filharmonikerna spelade Staaf också in alla deras konserter för arkivet.
Staaf spelade in den första digitalt inspelade skivan i Sverige, albumet Digitalis med Roffe Wikströms Hjärtslag 1980. Inspelningen gjordes direkt på två kanaler, utan pålägg, redigeringar eller andra efterjusteringar. Som inspelningsutrustning användes en Sony PCM 1600-enhet, kopplad till en Sony BVU-200 A U-matic-bandspelare. Staaf var på plats hos Sony i Tokyo när de introducerade Walkman 1979.
I mitten på 1980-talet turnerade han över hela Skandinavien med Rolf Wikströms Hjärtslag, cirka 700 konserter. Då hade han också registrerat sitt företag och börjat med egna produktioner. Mestadels har det handlar om folkmusik. Genom åren har det blivit 40-talet album, men det är ljudtekniken som utgör inkomsterna. Spelmansstämmor och andra arrangemang där akustisk musik ska förstärkas var Staafs huvudområde men han gjorde också bulleranalyser, taluppfattningsanalyser och konsulttjänster, konferenser, arrangemang och marknadsföringsuppdrag. Han drev företaget BG Staaf Produktion/Siljum Records med inriktning mot PA-utrustning, mikrofoner, högtalare, inspelning och skivproduktion.
Staaf levererade mikrofonsystem till merparten av de musikaler som sattes upp i Sverige under 1990-talet (Sound of Music, Kristina från Duvemåla, Miss Saigon etc).